# Trois familles

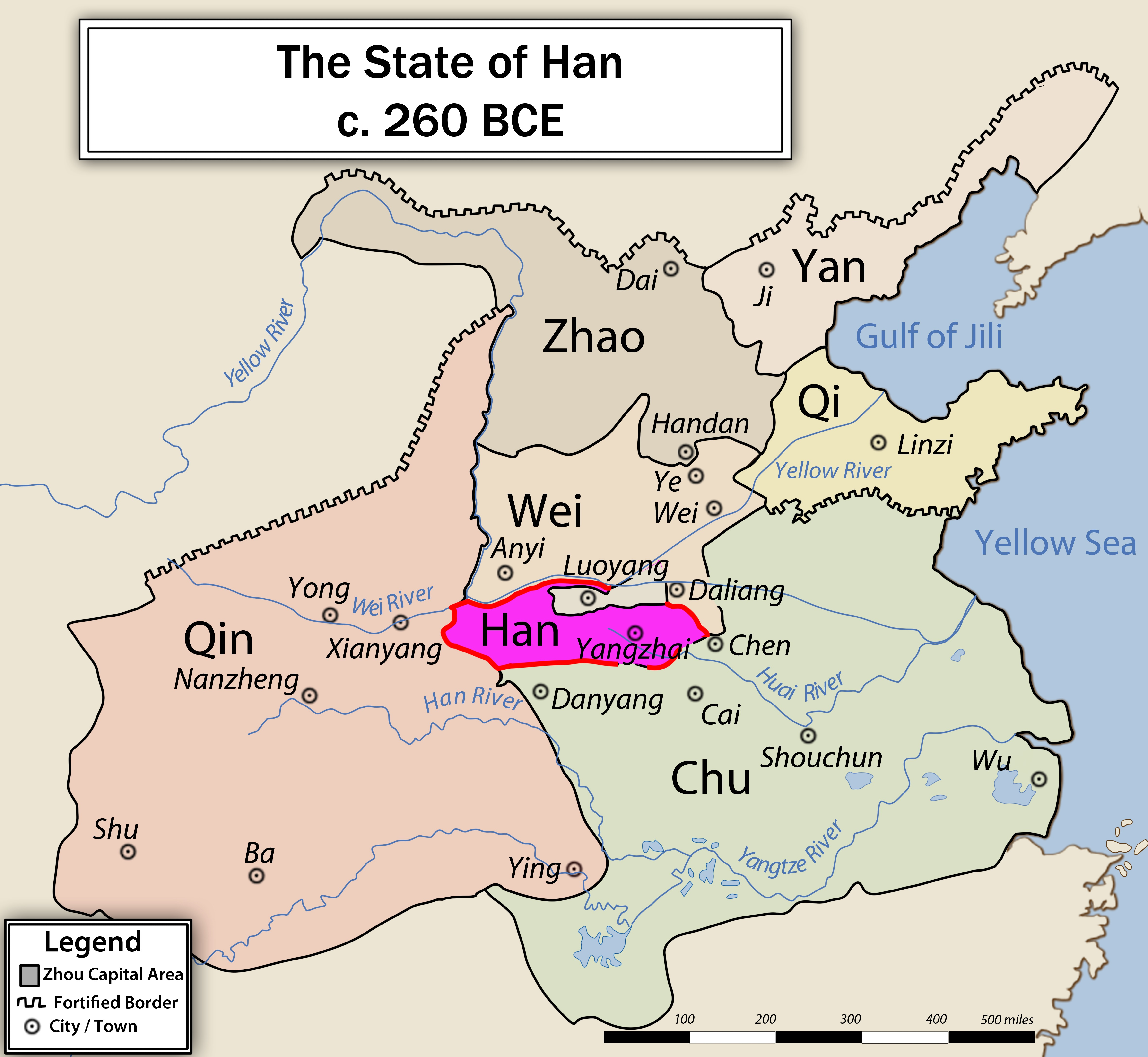
Carte de la Chine des Royaumes combattants en -260, après la division en États de Han (en violet), Zhao et Wei (au Nord) de l'État Jin

Les Trois familles (chinois : 三家分晋 ; pinyin : sānjiā fēn jìn ; litt. « Séparation des Jin en trois familles ») est la division forcée, pendant la période des Royaumes combattants (Ve siècle av. J.-C. — -221), peu après la fin de la période des Printemps et Automnes (-771 — -481/-453)  de l'État Jin contrôlé par Dafu (zh) (大夫), en trois États contrôlés par les Hán (韩), les Zhào (赵) et les Wèi (魏), durant la 22e année de règne du Roi Weilie de Zhou (周威烈王), en -403.